# ソユーズ7号
ソユーズ7号（Soyuz 7、ロシア語: Союз 7）は、1969年に行われたソビエト連邦の有人宇宙飛行である。ソユーズ6号及びソユーズ8号との合同ミッションであり、同時に3機のソユーズが軌道上に集まり、合計で7人の宇宙飛行士が乗り込んだ。

## 乗組員
- 船長：アナトリー・フィリプチェンコ　(1度目)
- フライトエンジニア：ウラディスラフ・ボルコフ　(1度目)
- リサーチエンジニア：ヴィクトル・ゴルバトコ　(1度目)

### バックアップ
- 船長：ウラジーミル・シャタロフ
- フライトエンジニア：アレクセイ・エリセーエフ
- リサーチエンジニア：ピョートル・コロディン

### 補欠乗組員
- 船長：アンドリアン・ニコラエフ
- フライトエンジニア：ゲオルギー・グレチコ

## ミッションパラメータ
- 質量:6,570kg
- 近点:210km
- 遠点:223km
- 軌道傾斜角:51.7°
- 軌道周期:88.8分

## ミッションハイライト
乗組員は船長のアナトリー・フィリプチェンコとフライトエンジニアのウラディスラフ・ボルコフ、リサーチエンジニアのヴィクトル・ゴルバトコであり、ソユーズ4号とソユーズ5号が行ったように、ソユーズ8号とドッキングし、乗組員を移転させるのがミッションであった。ソユーズ6号はその様子を近傍から撮影した。
しかし、装置の故障により、この目標は達成されなかった。ソビエトの後日の報道では、ドッキングは元々予定されていなかったと主張されたが、実際には宇宙船にドッキングアダプターが積まれており、ソユーズ8号の乗組員は二人ともかつてドッキングミッションの経験があった。ソビエト連邦の月着陸ハードウェアの軌道試験が行われたのは、これが最後となった。
宇宙船の無線呼出符号は、ブリザード(Blizzard)という意味のBuranであった。この名前は数年後、全く違うタイプの宇宙船であるブランの名前に再利用された。またこの言葉はソ連の軍事訓練の攻撃部隊に使われていた名前であった。さらに、この言葉はAntey（アンタイオス）に続くロシア語のアルファベットのBから始まることから選ばれたとも考えられる。

## その他
- ボルコフは、1971年にソユーズ11号に搭乗。地球に帰還中の事故により命を落とした[2]。